# Lina Diligenti
Lina Diligenti (Torino, 1861 – Bologna, 1910) è stata un'attrice italiana.

## Biografia
Era figlia degli attori Angelo Diligenti e Anna Pedretti. Dopo aver studiato recitazione con suo padre e con Giacinta Pezzana divenne subito prima donna per sostituire la defunta Amalia Checchi Bozzo, dimostrando di saper ben interpretare i principali ruoli shakespeariani come Ofelia, Desdemona, Francesca da Rimini e Lady Macbeth. La sua carriera artistica sarebbe stata strettamente legata alle compagnie di Tommaso Salvini, Giacinta Pezzana e Adelaide Tessero. Dopo aver viaggiato in Sud America e in Egitto, approdò a Siena presso il palcoscenico dell'Accademia dei Rozzi con la Drammatica Compagnia Italiana fondata da suo padre.
Il 16 febbraio 1890 sposò l'attore Gennaro Marquez. I due si esibirono insieme ne Il padre prodigo di Alexandre Dumas nel 1888. Presso il Teatro dei Rozzi raccolsero il plauso del pubblico con Il romanzo di un giovane povero, Carcere preventivo e La moglie ideale di Marco Praga. Dopo il 1891 la compagnia si recò in Egitto, per poi ritornare a Siena in qualità di neocostituita Compagnia Diligenti Marques. Si fece apprezzare in La principessa Giorgio di Dumas figlio e in Spettri di Henrik Ibsen. Vedova dopo appena due anni, lasciò il teatro per sposarsi in seconde nozze con un senese, tuttavia il matrimonio non si celebrò e i Diligenti dovettero affrontare una spiacevole situazione economica. Dopo essersi esibito in spettacoli minori per sostenere la figlia, Angelo Diligenti morì nel 1895.
Dopo la nascita di suo figlio Angelo Mario nel 1893, Lina Diligenti riprese la sua attività di teatro. Dopo una serie di performance mediocri, nel 1897 a Nizza riuscì a conquistare nuovamente il suo pubblico. Restò nella città francese fino al 1901 esibendosi in ruoli minori.